# Meridiano 147 oeste
El meridiano 147 oeste de Greenwich es una línea de longitud que se extiende desde el Polo Norte atravesando el océano Ártico, América del Norte, el océano Pacífico, el océano Antártico y la Antártida hasta el Polo Sur.
El meridiano 147 oeste forma un gran círculo con el meridiano 33 este.
Comenzando en el Polo Norte y dirigiéndose hacia el Polo Sur, el meridiano 147 oeste pasa a través de:
| Coordenadas                        | País, territorio o mar | Notas |
| ---------------------------------- | ---------------------- | --- |
| 90°0′N 147°0′O / 90.000, -147.000  | Océano Ártico          | |
| 72°47′N 147°0′O / 72.783, -147.000 | Mar de Beaufort        | |
| 70°18′N 147°0′O / 70.300, -147.000 | Estados Unidos         | Alaska - Stockton Islands                                                                                                |
| 70°17′N 147°0′O / 70.283, -147.000 | Mar de Beaufort        | |
| 70°9′N 147°0′O / 70.150, -147.000  | Estados Unidos         | Alaska |
| 60°56′N 147°0′O / 60.933, -147.000 | Prince William Sound   | Pasa entre Glacier Island y Bligh Island, Alaska, Estados Unidos                                                         |
| 60°18′N 147°0′O / 60.300, -147.000 | Estados Unidos         | Alaska - Isla Montague                                                                                                   |
| 60°15′N 147°0′O / 60.250, -147.000 | Océano Pacífico        | Pasa entre los atolones Rangiroa y Arutua, Polinesia Francesa Pasa justo al oeste del atolón Kaukura, Polinesia Francesa |
| 60°0′S 147°0′O / -60.000, -147.000 | Océano Antártico       | |
| 76°0′S 147°0′O / -76.000, -147.000 | Antártida              | Territorio no reclamado                                                                                                  |